# Schunk Group
Die Schunk GmbH ist die Konzernobergesellschaft der Schunk Group, einem Hersteller von Werkstoffen sowie eines Maschinen- und Anlagenbauers mit Sitz in Heuchelheim an der Lahn. 
Die wichtigsten Betätigungsfelder sind Werkstofftechnik  (u. a. Kohlenstoff, technische Keramik, Sintermetall) und Maschinenbau (Umweltsimulation, Klimatechnik, Ultraschallschweißen, Optikfertigung).
Die Schunk Group ist in 26 Ländern mit 65 operativen Gesellschaften vertreten.

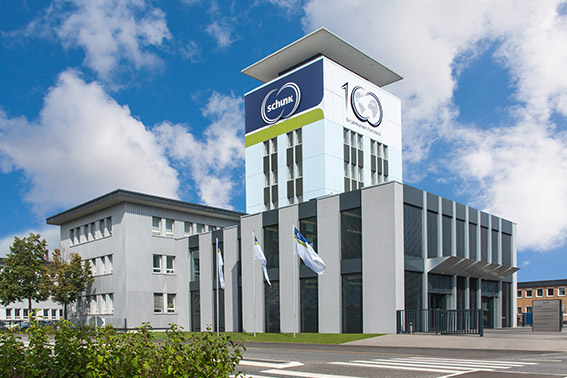
Eingangsportal der Zentrale der Schunk Group in Heuchelheim

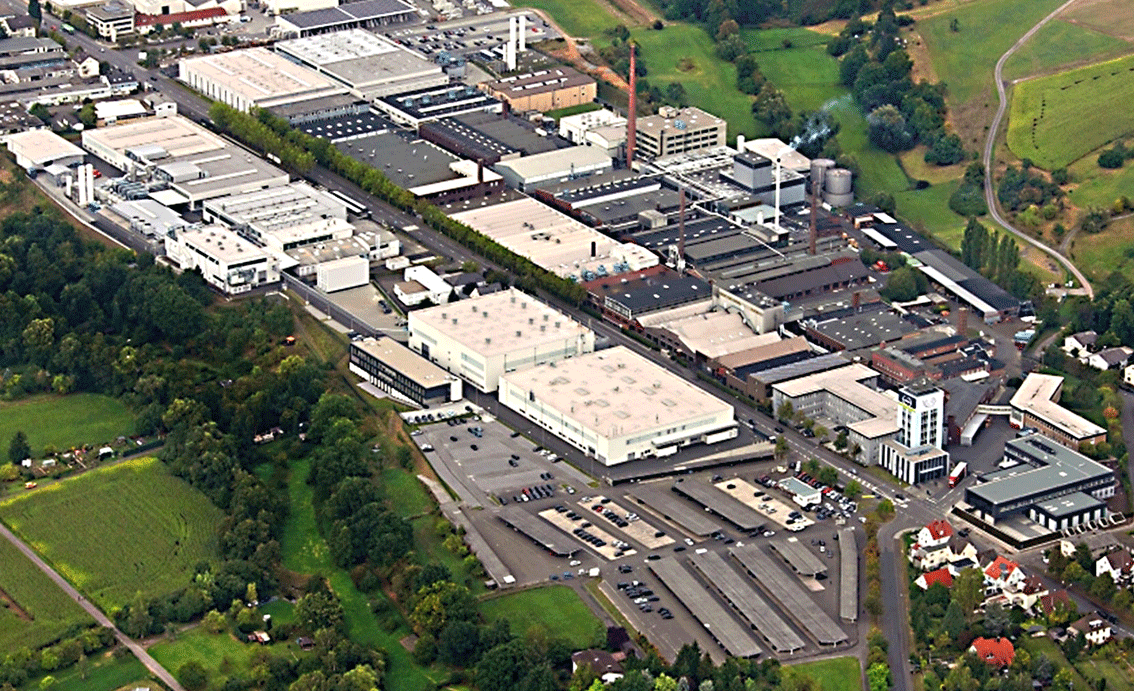
Luftaufnahme der Firmenzentrale in Heuchelheim

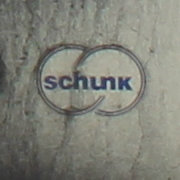
Firmenlogo seit 1995 – buchstabiert „schտĸ“.

## Geschichte
Ludwig Schunk und Karl Ebe gründeten im Jahr 1913 die Kohlebürstenfabrik Schunk+Ebe oHG in Fulda. 1918 zog das Unternehmen nach Heuchelheim.
Im Jahr 1923 wurden Bürstenhalter in das Produktionsprogramm aufgenommen. Ab 1924 erfolgte die Herstellung von Elektrographiten und ab 1928 die Fertigung von Metallkontakten. 1932 begann die Sintermetallproduktion mit Sinterlagern.
Nach dem Tod Ludwig Schunks im Jahr 1947 ging das Erbe des kinderlosen Unternehmensgründers an den „Unterstützungsverein“ der Schunk+Ebe oHG. 1948 und 1949 wurde ein Bauprogramm zur Erweiterung des Betriebes von 500 auf 1200 Beschäftigte aufgestellt. Im Jahr 1955 folgte mit der Gründung der Schunk & Ebe S.A. in Brüssel die erste Auslandsgesellschaft. 1957 wurde die Schunk Electro Carbón S.A. de C.V. in Mexiko als erste Gesellschaft auf dem amerikanischen Kontinent gegründet. 1969 erfolgte die Gründung der brasilianischen Gesellschaft Schunk do Brasil Ltda. in São Paulo.
Im Jahr 1978 wurde die damalige Karl Weiss GmbH übernommen. Im selben Jahr erfolgte die Gründung der Schunk Graphite Technology LLC. in Wisconsin. Die Präsenz in den Vereinigten Staaten wurde im Laufe der 1980er- und 1990er-Jahre verstärkt. Zurzeit ist Schunk mit acht Gesellschaften in den USA vertreten.
Im Jahr 1983 erweiterte man das Produktspektrum um den Bereich Ultraschallschweißtechnik. 1986 wurde ein Ausbildungszentrum zur Schulung des Facharbeiternachwuchses in Theorie und Praxis errichtet.
Im Jahr 1991 geriet das Unternehmen aufgrund fehlgeschlagener Diversifikationen vor allem im Bereich Automatisierungstechnik in eine Krise. Im darauf folgenden Jahr, 1992, erfolgten eine Restrukturierung und der Verkauf der Automatisierungstechnik.
Im Jahr 1997 erfolgte die Akquisition von EHW Thale (Sintermetalltechnik und Emailtechnik) und die Gründung der Pichit Industrial Works Co. Ltd. in Pichit, Thailand. Heute ist Schunk mit 15 Gesellschaften in Asien vertreten. 1999 wurde die Schunk (Aust) Pty. Ltd. in Rowville, Australien gegründet.
2007 nahm das von Schunk im Rahmen dieser Initiative erstellte Flash-Anwendung ingenieurparadies.de den Betrieb auf. 2008 erhielt Schunk für das Internetportal ingenieurparadies vom VDI den Best Practice Award 2008 in der Kategorie Innovationen fördern.
Im Jahr 2007 wurde die EHW Thale Email GmbH an eine Gruppe von drei Privatinvestoren verkauft.
Im Jahr 2010 realisierte Schunk den größten Ausbau seiner Firmengeschichte. Über einen Zeitraum von vier Jahren wurde in den Bereich Hochtemperaturanwendungen investiert. Dank dieses Kapazitätsausbaus am Standort Heuchelheim fertigt Schunk heute die weltweit größten Kohlefaserplatten für die Halbleiter- und Solarindustrie.
Im Jahr 2012 kürte das Land Hessen Schunk für seine Automobil-Kohlebürsten in der Kategorie „Weltmarktführer“ mit dem Innovations- und Wachstumspreis zum Hessen-Champion 2012.
Im Jahr 2015 erwirtschaftet die Schunk Group erstmals einen Umsatz von mehr als einer Milliarde Euro.

## Eigentumsverhältnisse
Der kinderlos gebliebene Gründer Ludwig Schunk (1884–1947) vererbte das gesamte Unternehmensvermögen der Unterstützungseinrichtung für Betriebsangehörige. Diese Einrichtung sollte Mitarbeitern und ehemaligen Mitarbeitern bzw. deren Angehörigen bei Hilfsbedürftigkeit, Invalidität oder im Alter freiwillige finanzielle Unterstützung gewähren. Heute erfüllt die Ludwig-Schunk-Stiftung e. V. treuhänderisch die im Testament des Unternehmensgründers festgelegten Aufgaben und ist Alleingesellschafterin der Schunk Group.

## Gliederung des Unternehmens

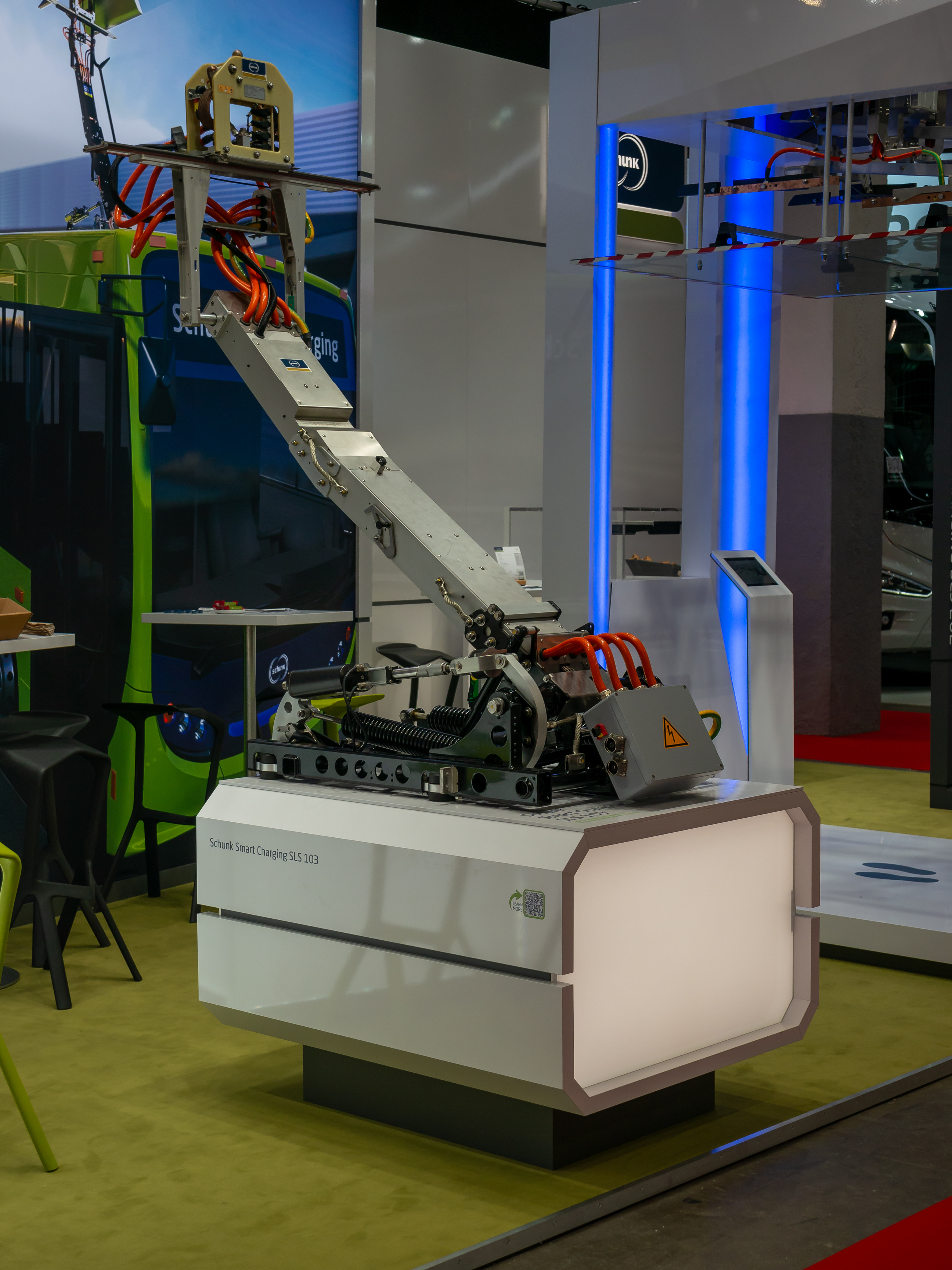
Schunk-Pantograf

Die Schunk Group ist ihren Kundenbranchen entsprechend in 10 Business Units gegliedert: Industry, Technical Ceramics, Transit Systems, Microelectronics, Mobility Carbon, Sinter Metals, Environmental Simulation, Air Solutions, Sonosystems und Optotech.
- Business Unit Industry
Lösungen aus Carbon und Keramik für die Industrie, zum Beispiel für Gleitringe für Windenergieanlagen oder Pumpendichtungen für Zementfabriken.
- Business Unit Technical Ceramics
Werkstoffe und Komponenten aus Siliziumcarbid (SiC) und Aluminiumoxid (Al2O3), zum Beispiel für den Ofen- und Anlagenbau.
- Business Unit Transit Systems
Produkte für die Bahntechnik und Elektrofahrzeuge, zum Beispiel Pantographen für Züge oder Dachladestromabnehmer für Elektrobusse.
- Business Unit Microelectronics
Bauteile aus Graphit, Keramik und Quarz für die Mikroelektronikindustrie, zum Beispiel Waferträger für die Chipherstellung.
- Business Unit Mobility Carbon
Bauteile zur Stromübertragung sowie Gleitlager- und Dichtungselemente aus Kohlenstoffgraphit, Graphit und Siliziumcarbid für die Automobilindustrie, zum Beispiel Kohlebürsten für Startermotoren.
- Business Unit Sinter Metals
Entwicklung und Herstellung komplexer Sintermetallteile vom Zehntel- bis Kilogrammbereich, zum Beispiel Zahnräder für die Höhenverstellung von Autositzen.
- Business Unit Environmental Simulation
Maschinen und Anlagen u. a. der Marken weisstechnik und  vötschtechnik zur Umweltsimulation, zum Beispiel Klimaprüfschränke.
- Business Unit Air Solutions
Maschinen und Anlagen der Marke weisstechnik zur Klimatisierung und für Reinluft- und Containmentanwendungen, zum Beispiel Reinluftdecken für Operationssäle.
- Business Unit Sonoysystems
Ultraschallmetallschweißmaschinen, u. a. zum Schweißen von Autokabelbäumen.
- Business Unit OptoTech
OptoTech mit Sitz im hessischen Wettenberg ist seit 2018 Teil der Schunk Group. Optikmaschinen zur Herstellung von Supermikro-, Mikro- und Makro- bis Planoptik und Brillenoptik.